# Karm
En karm er den bærende faste del, der omslutter et dørblad eller en vinduesramme. Er typisk benævnt henholdsvis vindueskarm eller dørkarm.
| Byggeri og bygningsdele | Spire Denne artikel om byggeri og bygningsdele er en spire som bør udbygges. Du er velkommen til at hjælpe Wikipedia ved at udvide den. |